# Kossau
Die Kossau ist ein Bach im Kreis Plön im östlichen Schleswig-Holstein. Sie bildet den Abfluss des Rixdorfer Teichs bei Rixdorf, durchfließt den Tresdorfer See, fließt an Lütjenburg vorbei und mündet in den Großen Binnensee.
Auf der Höhe von Gut Rantzau war sie vom Mittelalter bis ins 18. Jahrhundert zu einem See aufgestaut. Ihr Weg beträgt etwa 25 Kilometer, den sie großteils mäandrierend zurücklegt. Ihr Tal ist bis zu 60 Meter in die umgebende kuppige Moränenlandschaft eingeschnitten und damit eines der tiefsten Täler Schleswig-Holsteins. Der Bachlauf befindet sich weitgehend in naturbelassenen Zustand und bildet mit den Feuchtwiesen des schmalen Talgrundes einen artenreichen Lebensraum. Das Kossautal ist ein Naturschutzgebiet.